# Баир джамия
Баир джамия (на турски: Bayır Camii; на гръцки: Μπαΐρ Τζαμί) е бивш мюсюлмански храм в южномакедонския град Бер (Верия), Гърция.
Джамията е разположена на пресечките на улиците „Танталос“ и „Смирни“. След обмяната на населението между Гърция и Турция в 1920-те години е превърната в частна къща. В сградата на втория етаж са запазени различни архитектурни и декоративни елементи от различните строителни фази.
В 1995 година е обявена за паметник на културата.